# آی.آر.اس. رکوردز
آی. آر.اس. رکوردز (به انگلیسی: I.R.S. Records) یک شرکت ضبط موسیقی آمریکایی بود که توسط مایلز کوپلند سوم، جی بوبرگ و کارل گراسو در سال ۱۹۷۹ تأسیس شد.